# ثبات ادراک
ثبات ادراک (انگلیسی: PERCEPTUAL CONSTANCY) بیانگر درک ثابت ما از پدیده‌هایی است که ظاهراً صفات متغییری دارند. ما در خانه خود به آسانی وسایل شخصی خود را شناخته و به کار می‌بریم. گویا این بازشناسی امری بدیهی است. اما با این حال اگر برای باز شناختن وسایل خود تنها بر دریافتهای حسی خود متکی بودیم با مشکلاتی روبرو می‌شدیم. چرا که صفات محسوس اشیاء پرشمار و بی ثباتند. لیوان آب ما ممکن است پر یا خالی باشد. شاید نزدیک یا دور باشد. زیر نور آفتاب یا در روشنایی چراغ خانه باشد. شاید به خوبی شسته شده باشد یا کاملاً کثیف باشد. حتی شاید لب آن بشکند یا به کلی خرد شود. با این حال در شرایط و مناسبات عادی، ما در بازشناسی لیوان خود، حتی به صورت قطعات شکسته بازنمی‌مانیم. در واقع باز شناختن اشیاء و پدیده‌ها یک مکانیزم مرکب بوده و گاه مراحل پیچیده‌ای دربردارد. مکانیزمی که ظرفیتهای ذهنی ما مانند حافظه و استدلال به‌طور فعال در آن مشارکت دارند. برای مثال اگر اطلاعاتی که دستگاه بینایی ما از اندازه اشیاء در اختیار ما می‌گذارد را بررسی کنیم، باید اعتراف کنیم که اندازه محسوس یک شیء وابسته به فاصله آن تا چشم است و با حرکت ما به سوی هر جسمی، تصویر آن جسم نیز بزرگتر می‌شود. با این حال این کوچک و بزرگ شدنها ما را گیج نکرده و ما قادریم طول اتاقی را پیموده و لیوان خود با قاطعیت به دست بگیریم و اگر احیاناً لیوان از دست ما افتاده و خرد شود، تغییر شکل لیوان به حالت قطعات شکسته ما را فریب نداده و ما به راحتی هویت قطعات شکسته را تشخیص می‌دهیم. این توانایی ما بدون اتکاء به حافظه و استدلال ممکن نیست. به عبارت دیگر ذهن ما قادر است از تعداد زیادی شکلهای بزرگ و کوچک و از زوایای مختلف، مفهوم و نمادی ثابت خلق کند. برای ما در باز، بسته یا نیمه باز که هر یک بنا بر زاویه دید در چشم ما یک شکل هندسی متفاوت دارند، تنها یک در معنی می‌دهد و این معنی ثابت است. در واقع ذهن ما با محاسبات دائمی و پیچیده، یافته‌های حسی و داده‌های حافظه را در هر لحظه به سرعت بررسی کرده، و بر طبق اصولی خاص،  یک جهان پیوسته در تغییر را به صورت جهانی از مفاهیم ثابت بازسازی می‌کند. البته این ذهن خلاق و توانا از دستگاه حسی ما مستقل نیست و گاه دچار خطا می‌شود و با این حال گاه خطای خود را کشف کرده و به تحلیلش می‌پردازد.

## تنوع و تناسب در ثبات ادراک

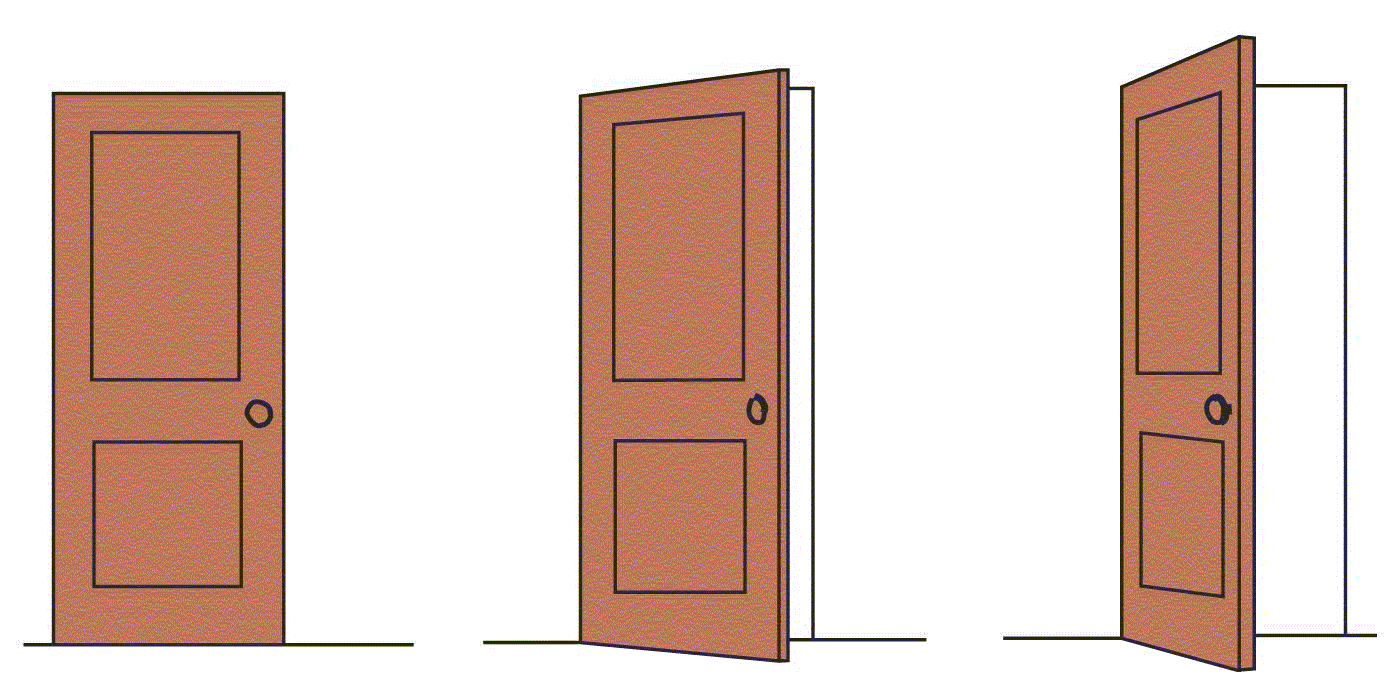
شکل یک در نیز در ارتباط با چارچوب در معنی می‌یابد. تصویری که چشم ما از از یک در مستطیلی شکل می‌بیند، بستگی به زاویه دید دارد و بنا بر این زاویه، می‌تواند پهن، باریک یا ذوزنقه ای شکل شود. اما تصویر چارچوب در نیز به همان نسبت زاویه، تغییر کرده و در نتیجه تناسب در و چارچوبش همیشه داده‌های ثابتی است.

درک ثابت از اشیاء و پدیده‌ها و صفات منسوب به آنها تنها منحصر به حس بینایی نیست و شامل دیگر حواس نیز می‌شود. اما برای درک این تنوع، بهتر است ابتدا چگونگی عملکرد ذهن در تثبیت مفهایم را به بحث بگذاریم. بسیاری عقیده دارند که توانایی ذهن در درک ثابت از اجزاء محیط بازتابی از ثبات تناسب این اجزاء در محیط است. برای مثال هر چند فاصله بیشتر ما با لیوان آب باعث کوچکتر شدن تصویر لیوان بر شبکیه چشم ما می‌شود اما همزمان تصویر همه اشیاء اطراف لیوان نیز به همان نسبت کوچک می‌شوند. به عبارت دیگر درک ما از پدیده‌ها و شکل‌ها به صورت مجرد نیست و همواره در یک ارتباط شکل و زمینه معنی می‌یابد. همان‌طور که یک کلمه مانند « در» به عنوان بخشی از یک کلمه یا در جملات مختلف می‌تواند معانی متفاوتی را بیان کند، شکل یک در نیز در ارتباط با چارچوب در معنی می‌یابد. تصویری که چشم ما از از یک در مستطیلی شکل می‌بیند، بستگی به زاویه دید دارد و بنا بر این زاویه، می‌تواند پهن، باریک یا ذوزنقه ای شکل شود. اما تصویر چارچوب در نیز به همان نسبت زاویه، تغییر کرده و در نتیجه تناسب در و چارچوبش همیشه داده‌های ثابتی است. در خانه و در اتاق و در مدرسه نیز در تناسب با زمینه عبارت یک مفهوم ثابت دارند و با حروف در در کلمه درمانگاه اشتباه گرفته نمی‌شوند. چرا که ارتباط یک در با یک ساختمان، همیشه مفهوم ثابتی است. به همین طریق دیگر یافته‌های حسی نیز در تناسب با زمینه اطرافشان داده‌های ثابتی هستند. شیرینی قند بعد از چشیدن طعم ترش لیمو بیشتر حس می‌شود اما این ارتباط قانونمند و همیشگی است و پس از چند بار تجربه به مفهوم ثابتی تبدیل شده و دیگر باعث حیرانی ما نمی‌گردد. 

## ثبات ادراک دیداری

دو پاره خط زرد افقی دقیقاً یک اندازه دارند. اما ذهن ما فریب خورده و در ناخودآگاه ما، طول پاره خط بالایی بیشتر درک می‌شود. علت این فریب خوردگی پیروی ذهن ازهمان اصولی است که در تثبیت ادراک ما از اشیاء و پدیده‌ها به کار می‌برد.

نقش فعال ذهن در درک دیداری از مواردی است که به صورت گسترده‌ای مطالعه شده‌است. درک اندازه، شکل، رنگ، میزان روشنی و جا در ذهن ما دارای ثبات لازم است.
- ثبات اندازه یکی از انواع ثبات ذهنی در درک یافته‌های حس بینایی است.[۳] در یک محدوده مشخص، درک افراد از اندازه یک جسم خاص، صرف نظر از تغییر در فاصله یا تغییر اندازه تصویر جسم در شبکیه، تغییر نخواهد کرد. اساس این ثبات هم مناسبات محیطی و هم توانایی‌های مادرزادی و نیز آموخته‌های تجربی است. اگر فاصله جسمی با چشم دو برابر شود، اندازه تصویر آن جسم در شبکیه به نیم کاهش خواهد یافت. برعکس اگر فاصله با چشم کم شود، تصویر جسم نیز به همان نسبت بزرگ خواهد شد. این نسبت ثابت است و در محاسبات ناخودآگاه ذهن ما منظور می‌گردد. از سوی دیگر نسبت اندازه هر جسمی در مقایسه با مجموعه اجسام اطرافش، صرف نظر از فاصله چشم با این مجموعه ثابت است. اگر قد شخصی دو برابر نرده ای باشد که کنارش ایستاده، با کم یا زیاد شدن فاصله ناظر از این منظره، این نسبت مخدوش نمی‌شود. در همه حال درک ما از اندازه یک چیز مشخص، چه درست و چه غلط، مقداری ثابت است و ما رفتار خود را به صورت غریزی بر اساس این اندازه ثابت تنظیم می‌کنیم. با این حال ذهن ما از دستگاه بینایی مستقل نیست و گاه ویژگی‌های مادرزادی ذهن و دستگاه بینایی ما سبب فریبمان می‌شوند. خطاهای دید مدرک این ادعاست. در تصویر سمت چپ دو پاره خط زرد افقی دقیقاً یک اندازه دارند. اما ذهن ما فریب خورده و در ذهن ناخودآگاه ما، طول پاره خط بالایی بیشتر درک می‌شود. علت این فریب خوردگی پیروی ذهن ازهمان اصولی است که در تثبیت ادراک ما از اشیاء و پدیده‌ها از آنها پیروی می‌کند.

خطوط افقی کج و کوله به نظر می‌رسند، حال آنکه این خطوط موازی هستند. در این مورد نیز بار دیگر علت کج و کوله دیدن خطوط موازی، همان نظام ذهنی است که ما را در تثبیت ادراکمان یاری می‌کند.

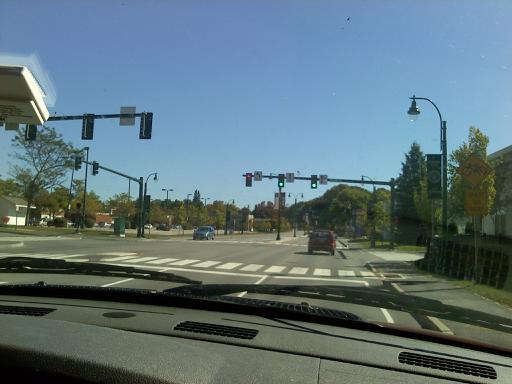
برای ناظر داخل اتومبیل تشخیص سکون یا حرکت اتوموبیل تنها با اتکاء به داده‌های چشم در هر لحظه آسان نیست و تداخل دیگر حواس و حافظه الزامی است.

- ثبات شکل نیز تا حد زیادی بر درک فاصله و تناسب اندازه شکل و زمینه متکی است.[۴] صرف نظر از تغییر زاویه دید، مانند باز، بسته یا نیمه بازبودن یک در، شکل در در ادراک ما تغییر نمی‌کند. ذهن ما قادر است بعد از مشاهده یک جسم ساده از زوایای مختلف، تصور واحدی را از آن جسم انتخاب یا ابتکار کند و به خاطر بسپارد و مبنای بازشناسی قرار دهد. هر چند که این توانایی نیز محدود بوده و مصون از خطا نیست. در تصویر الف خطوط افقی کج و کوله به نظر می‌رسند، حال آنکه این خطوط موازی هستند. در این مورد نیز بار دیگر علت کج و کوله دیدن خطوط موازی، همان نظام ذهنی است که ما را در تثبیت ادراکمان یاری می‌کند.

بازشناسی سیب‌های سرخ در میان سیب‌های زرد و سبز در زیر نور آفتاب صبح، ظهر یا عصر یا حتی در یک روز ابری برای ما مشکل نیست.

- ثبات رنگ، نمونه دیگری از ویژگی‌های نظام ادراکی ذهن است و باعث می‌شود که درک ما از رنگ اجسام تحت درجات مختلف روشنایی، نسبتاً ثابت باقی بماند. برای مثال بازشناسی سیب‌های سرخ، در میان سیب‌های زرد و سبز در زیر نور آفتاب صبح، ظهر یا عصر یا حتی در یک روز ابری برای ما مشکل نیست.[۵]
- ثبات روشنایی بیانگر درک نسبی ثابت ما از میزان روشنایی رنگها به رغم تغییر تابش نور در محیط است و شباهت زیادی به ثبات رنگ دارد.[۶] بدیهی است که ثبات روشنایی نیز مانند دیگر ثباتهای ذهنی دارای حد و محدودیت‌هایی است اما همان ثبات نسبی ما را در شناخت و بازشناسی محیط یاری می‌دهد.
- ثبات مسافت به رابطه بین فاصله ظاهری و فاصله فیزیکی اشاره دارد و پیروی همان اصول ثبات اندازه و شکل است.
- ثبات مکان به رابطه ناظر و منظره اشاره دارد. در یک اتوموبیل در حال حرکت، مناظر اطراف نیز در دستگاه بینایی ما به حرکت در می‌آیند. اما ما معمولاً در تشخیص سکون مناظر اطراف مشکلی پیدا نمی‌کنیم. هر چند گاهی به ندرت در پشت چراغ قرمز، حرکت اتومبیل کناری، می‌تواند مسافر نیمه خواب اتوموبیل ساکن را فریب دهد و لحظه ای تصور کند که اتوموبیلی که در آن نشسته به عقب حرکت می‌کند.[۷][۸]

## ثبات ادراک شنیداری
- ثبات ادراک شنیداری در موسیقی به معنی توان ذهنی ما در تشخیص یک ساز مشخص به رغم تغییر طنین و  ارتفاع صوت است که توسط نوازندگان گوناگون و در محافل مختلف نواخته می‌شود. [۹]
- در درک گفتار، ثبات ادراک شنیداری به معنی توان ذهنی ما در تشخیص مجموعه‌های مشخص حروف صدا دار و بی صدا به رغم تغییر محیط، گوینده، لهجه، سرعت گفتار و غیره است.

## ثبات ادراک لمسی
درک موشها از محل و موقعیت خود در محل تا حد زیادی به سامانه حسی-پیکری وابسته است. این سامانه به تغییرات جوی مانند باد حساس است. با این حال مطالعات نشان می‌دهند که موشها پس از یادگیری محل استقرار اشیاء در محیط به رغم تغییرات شدید در جریان هوا همچنان قادرند با درکی نسبتاً ثابت از محیط رفتار کرده و اشیاء را پیدا کنند.